# 苏荣扎布
苏荣扎布（1929年12月—2014年8月20日），男，蒙古族，内蒙古镶黄旗人，中国蒙医内科学家，内蒙古医学院主任医师、教授，首届国医大师，第七届全国人大代表。
父母策格米德、阿拉坦格日乐是镶黄旗的牧民。早年失亲，16岁时已成孤儿。在当地寺庙学习医术。受教于两位蒙医拉布扎布和巴瓦。1950年代，进入明安太仆寺旗医院。1957年春天，他被派到呼和浩特市参加蒙医进修培训。后，以优异的成绩选拔进内蒙古医学院中蒙医学系当教师。1958年，担任内蒙古医学院中蒙医学系首届蒙医班班主任。他参与、组织领导编撰了多部蒙医教材。其中，他在1985年组织领导了，100多位教授参与、第一套包括25门学科的蒙医药高等院校系统、标准化教材的编撰。
1996年，苏荣扎布退休后，仍开设门诊。2007年，被评为“内蒙古首届十佳杰出人才”。2009年6月19日，苏荣扎布因治疗心脑血管病的成就，荣获首届全国“国医大师”称号。2011年，内蒙古自治区卫生厅、内蒙古医学院共同举办“国医大师苏荣扎布行医60周年庆典暨学术经验研讨会”，授予苏荣扎布“蒙医药终身成就奖”。2012年4月28日，内蒙古国际蒙医医院成立，设立国医大师工作室，苏荣扎布在此继续工作。